# Gorilla gorilla diehli
Gorille de la rivière Cross
Sous-espèce
Statut de conservation UICN

 CR A4cd : 
En danger critique
Le Gorille de la rivière Cross (Gorilla gorilla diehli) est, avec le Gorille des plaines de l’ouest  (Gorilla gorilla gorilla), une sous-espèce du Gorille de l'Ouest (Gorilla gorilla).

## Description
Le Gorille de la rivière Cross diffère du Gorille des plaines de l'Ouest par son crâne plus petit et ses plus petites dents.
La femelle pèse à peu près 80 kg. Elle peut mesurer jusqu'à 1,50 mètre de hauteur. Le mâle quant à lui peut peser jusqu’à plus de 180 kg, et mesurer plus de 1,70 m. L'espérance de vie de ce primate avoisine les 40 ans.[réf. nécessaire]

## Répartition
Il vit dans la zone frontalière du Nigeria et du Cameroun, dans les forêts tropicales et subtropicales de la région. 

## Population et conservation
C'est la sous-espèce de gorille la plus menacée, avec, en 2000, une population estimée entre 150 et 200 individus seulement, vivant en petits groupes dispersés. Il est classé dans les espèces en danger de disparition.
Le gorille de la rivière de Cross, le gorille des plaines orientales et le gorille des montagnes sont 3 des 16 taxons de primates d'Afrique qui ont été incluses entre 2000 et 2020 dans la liste des 25 primates les plus menacés au monde : le gorille de la rivière de Cross est présent dans cette liste en 2000, 2002, 2004, 2006, 2008 et 2010.
En 2016, l'UICN le classe comme en danger critique d'extinction, avec une population estimée entre 100 et 250 individus.